# Optisch gepumpter Halbleiterlaser
Optisch gepumpte Halbleiterlaser, kurz OPSL, auch Halbleiter-Scheibenlaser oder VECSEL (Vertical External Cavity Surface Emitting Laser), sind Laser, bei denen im Gegensatz zu Halbleiterlasern der aktive Halbleiter nicht elektrisch, sondern optisch durch einen anderen (kurzwelligeren) Laser angeregt (gepumpt) wird.
Das optische Pumpen des Halbleiterkristalles erfolgt üblicherweise mit infraroter Strahlung von Laserdioden.

## Aufbau
Die Halbleiterstruktur besteht aus einer aktiven Zone, die auf einem Bragg-Spiegel (distributed Bragg reflector) mit sehr hoher Reflektivität sitzt. Die aktive Zone besteht üblicherweise aus einer Sequenz periodisch angeordneter Quantenfilme (Quantentöpfen), die von Pumplichtabsorberschichten umgeben sind. Der Laserresonator wird durch den Bragg-Spiegel und mindestens einen externen Spiegel gebildet.

## Eigenschaften
Üblicherweise emittieren optisch gepumpte Halbleiterlaser im nahen oder mittleren Infrarot, abhängig von der Art des verwendeten Halbleiters. Der Pumplaser, in der Regel eine Laserdiode, emittiert ebenfalls im nahen Infrarot, besitzt aber eine etwas kürzere Wellenlänge. Der Pumplaser wird auf die Halbleiterscheibe fokussiert, wodurch sich in diesem Bereich Inversion ausbildet und der optisch gepumpte Halbleiterlaser anschwingt. Durch Vergrößerung der angeregten Fläche kann die Leistung des optisch gepumpten Halbleiterlasers bis in den Wattbereich hinein skaliert werden, ohne dass die Strahlqualität darunter leidet.

### Vorteile
Vorteile gegenüber kantenemittierenden Laserdioden sind in erster Linie die sehr viel bessere Strahlqualität (M² < 1,2) und das symmetrische Strahlprofil, aber auch die Flächenskalierbarkeit und der externe Resonator, welcher u. a. Güteschaltung, Modenkopplung und Frequenzvervielfachung innerhalb des Resonators erlaubt.
Im Vergleich zu Oberflächenemitter-Laserdioden (VCSEL) erzielen OPSL wesentlich höhere Ausgangsleistungen.
Gegenüber Festkörperlasern besitzen OPSL durch die Zusammensetzung des Halbleiters gezielt einstellbare Laserwellenlängen, geringere Herstellungskosten und sind kompakter.

### Nachteile
Nachteile gegenüber Laserdioden sind die geringere Effizienz, der höhere Kaufpreis und die Komplexität.
Gegenüber Oberflächenemitter-Laserdioden (VCSEL) sind OPSL aufwändiger im Aufbau, teurer und größer.
Gegenüber diodengepumpten Festkörperlasern (DPSSL) haben OPSL eine geringere Effizienz, eine eventuell kürzere Lebensdauer des Halbleiters und eine sehr viel geringere maximale Ausgangsleistung (einige Watt gegenüber vielen Kilowatt).

## Anwendungen
Mit Hilfe von Frequenzverdopplung im externen Resonator kann die Laserstrahlung im infraroten oder im sichtbaren Spektralbereich in sichtbares oder ultraviolettes Licht umgewandelt werden. Da es sich bei Frequenzverdopplung um einen nichtlinearen optischen Effekt handelt, ist für hohe Effizienz eine sehr hohe Intensität nötig. Sehr hohe Intensitäten liegen innerhalb des Resonators vor, weshalb ein nichtlinearer optischer Kristall innerhalb des externen Resonators des Halbleiterscheibenlasers platziert wird. Die Zusammensetzung des verwendeten Halbleiters bestimmt die Laserwellenlänge und lässt sich innerhalb der zur Verfügung stehenden Materialsysteme gezielt einstellen. Durch die Auswahl geeigneter optisch nichtlinearer Kristalle kann prinzipiell das komplette sichtbare Farbspektrum abgedeckt werden. Blaue, grüne, gelbe und orange frequenzverdoppelte Halbleiter-Scheibenlaser wurden schon demonstriert und sind kommerziell erhältlich. Rote Halbleiter-Scheibenlaser und ultraviolette frequenzverdoppelte befinden sich in der Entwicklung.
Durch die Integration sättigbarer Absorber in den Laserresonator kann durch passive Modenkopplung (mode locking) ein Pulsbetrieb ermöglicht werden. Dabei erhält man sehr kurze Pulse mit einer sehr hohen Wiederholrate.
Eine weitere Anwendung ist die Absorptionsspektroskopie (TDLS).
Optisch gepumpte Halbleiter werden weiterhin zum Pumpen anderer Laserquellen, vornehmlich Ultrakurzpuls- oder UV-Laser, verwendet.